# Dysoxylum kaniense
Dysoxylum kaniense är en tvåhjärtbladig växtart som beskrevs av Hermann August Theodor Harms. Dysoxylum kaniense ingår i släktet Dysoxylum och familjen Meliaceae. Inga underarter finns listade i Catalogue of Life.